# ジョルジュ・リシュモン
ジョルジュ・リシュモン（Georges Richmond、1965年2月3日 - ）はフランス領ポリネシア(タヒチ)の男子陸上競技選手。専門は長距離走、マラソン。
1995年にパペーテで開催されたサウスパシフィックゲームズに出場し5000m、10000m、マラソンの3競技で優勝を果たした。1999年のパペーテ大会でも3冠を達成し、それぞれ2連覇を達成した。2003年のスバ大会と2007年のアピア大会では5000mは銀メダルに終わっているが、10000mとマラソン(2003年のスバ大会よりマラソンの代わりにハーフマラソンが開催されている)は大会4連覇を達成している。1999年には世界陸上選手権ゼビリア大会男子マラソンに出場し、2時間45分36秒の59位となった。